# Micropodabrus flavicornis
Micropodabrus flavicornis is een keversoort uit de familie soldaatjes (Cantharidae). De wetenschappelijke naam van de soort werd in 1889 gepubliceerd door Henry Stephen Gorham.